# Élections législatives de 1988 dans le Calvados
Les élections législatives françaises de 1988 se déroulent les 5 et 12 juin 1988. Dans le département du Calvados, six députés sont à élire dans le cadre de six circonscriptions.

## Élus
| Circonscription | Député sortant        | Parti                 | Parti                 | Député élu ou réélu  | Parti | Parti    |
| --------------- | --------------------- | --------------------- | --------------------- | -------------------- | ----- | -------- |
| 1re             | Scrutin proportionnel | Scrutin proportionnel | Scrutin proportionnel | Francis Saint-Ellier |       | UDF (PR) |
| 2e              | Scrutin proportionnel | Scrutin proportionnel | Scrutin proportionnel | Louis Mexandeau      |       | PS       |
| 3e              | Scrutin proportionnel | Scrutin proportionnel | Scrutin proportionnel | Yvette Roudy         |       | PS       |
| 4e              | Scrutin proportionnel | Scrutin proportionnel | Scrutin proportionnel | Michel d'Ornano      |       | UDF (PR) |
| 5e              | Scrutin proportionnel | Scrutin proportionnel | Scrutin proportionnel | François d'Harcourt  |       | CNIP     |
| 6e              | Scrutin proportionnel | Scrutin proportionnel | Scrutin proportionnel | René Garrec          |       | UDF (PR) |

## Positionnement des partis
L'UDF et le RPR se présentent unis sous l'étiquette « Union du Rassemblement et du Centre » tandis que les candidats du Parti socialiste se rangent sous la bannière de la « Majorité présidentielle pour la France unie », slogan de la campagne présidentielle de François Mitterrand.

## Résultats

### Résultats à l'échelle du département
| Parti          | Parti                                       | Premier tour | Premier tour | Second tour | Second tour | Sièges |
| Parti          | Parti                                       | Voix         | %            | Voix        | %           | Sièges |
| -------------- | ------------------------------------------- | ------------ | ------------ | ----------- | ----------- | ------ |
|                | Union pour la démocratie française          | 63 782       | 24,13        | 49 662      | 25,01       | 3      |
|                | Rassemblement pour la République            | 35 587       | 13,47        | 23 687      | 11,93       | 0      |
|                | Centre national des indépendants et paysans | 18 436       | 6,98         | 30 446      | 15,34       | 1      |
|                | Divers droite                               | 1 821        | 0,69         |             |             | 0      |
|                | Union du Rassemblement et du Centre         | 119 626      | 45,26        | 103 795     | 52,28       | 4      |
|                |                                             |              |              |             |             |        |
|                | Parti socialiste                            | 84 697       | 32,05        | 71 820      | 36,18       | 2      |
|                | Divers gauche (Maj. prés.)                  | 17 142       | 6,49         | 22 916      | 11,54       | 0      |
|                | La France unie                              | 101 839      | 38,53        | 94 736      | 47,72       | 2      |
|                |                                             |              |              |             |             |        |
|                | Parti communiste français                   | 17 708       | 6,70         |             |             | 0      |
|                | Front national                              | 16 449       | 6,22         | 0           |             |        |
|                | Les Verts                                   | 7 347        | 2,78         | 0           |             |        |
|                | Extrême gauche                              | 1 318        | 0,50         | 0           |             |        |
|                | Divers                                      | 1            | 0,00         | 0           |             |        |
|                |                                             |              |              |             |             |        |
| Inscrits       | Inscrits                                    | 419 437      | 100,00       | 285 951     | 100,00      | 6      |
| Abstentions    | Abstentions                                 | 150 118      | 35,79        | 82 944      | 29,01       |        |
| Votants        | Votants                                     | 269 319      | 64,21        | 203 007     | 70,99       |        |
| Blancs et nuls | Blancs et nuls                              | 5 031        | 1,87         | 4 476       | 2,2         |        |
| Exprimés       | Exprimés                                    | 264 288      | 98,13        | 198 531     | 97,8        |        |

### Résultats par circonscription

#### Première circonscription (Caen-Ouest)
| Candidat       | Candidat                           | Parti          | Premier tour | Premier tour | Second tour | Second tour |  |
| Candidat       | Candidat                           | Parti          | Voix         | %            | Voix        | %           |  |
| -------------- | ---------------------------------- | -------------- | ------------ | ------------ | ----------- | ----------- |  |
|                | Francis Saint-Ellier sortant réélu | UDF (PR) (URC) | 17 335       | 43,6         | 21 617      | 50,55       |  |
|                | André Ledran sortant               | PS             | 15 137       | 38,07        | 21 145      | 49,45       |  |
|                | Léon Pillet                        | FN             | 2 605        | 6,55         |             |             |  |
|                | Léon Lemonnier                     | Les Verts      | 2 455        | 6,18         |             |             |  |
|                | Jane Tillard                       | PCF            | 2 224        | 5,59         |             |             |  |
|                |                                    |                |              |              |             |             |  |
| Inscrits       | Inscrits                           | Inscrits       | 63 768       | 100,00       | 63 767      | 100,00      |  |
| Abstentions    | Abstentions                        | Abstentions    | 23 501       | 36,85        | 20 235      | 31,73       |  |
| Votants        | Votants                            | Votants        | 40 267       | 63,15        | 43 532      | 68,27       |  |
| Blancs et nuls | Blancs et nuls                     | Blancs et nuls | 511          | 1,27         | 770         | 1,77        |  |
| Exprimés       | Exprimés                           | Exprimés       | 39 756       | 98,73        | 42 762      | 98,23       |  |

#### Deuxième circonscription (Caen-Est)
|                | Louis Mexandeau sortant réélu | PS             | 19 575 | 52,85  |  |  |  |
|                | Yves Lessard                  | RPR (URC)      | 9 478  | 25,59  |  |  |  |
|                | Michel Virengue               | PCF            | 2 671  | 7,21   |  |  |  |
|                | Joël Kopp                     | FN             | 2 342  | 6,32   |  |  |  |
|                | Michel Horn                   | Les Verts      | 2 315  | 6,25   |  |  |  |
|                | Christian Eury                | Extrême gauche | 659    | 1,78   |  |  |  |
|                |                               |                |        |        |  |  |  |
| Inscrits       | Inscrits                      | Inscrits       | 61 421 | 100,00 |  |  |  |
| Abstentions    | Abstentions                   | Abstentions    | 23 771 | 38,7   |  |  |  |
| Votants        | Votants                       | Votants        | 37 650 | 61,3   |  |  |  |
| Blancs et nuls | Blancs et nuls                | Blancs et nuls | 610    | 1,62   |  |  |  |
| Exprimés       | Exprimés                      | Exprimés       | 37 040 | 98,38  |  |  |  |

#### Troisième circonscription (Falaise - Lisieux)
| Candidat       | Candidat                     | Parti                      | Premier tour | Premier tour | Second tour | Second tour |  |
| Candidat       | Candidat                     | Parti                      | Voix         | %            | Voix        | %           |  |
| -------------- | ---------------------------- | -------------------------- | ------------ | ------------ | ----------- | ----------- |  |
|                | André Fanton sortant         | RPR (URC)                  | 18 454       | 42,13        | 23 687      | 48,48       |  |
|                | Yvette Roudy sortante réélue | PS                         | 17 430       | 39,79        | 25 171      | 51,52       |  |
|                | Jean-Claude Marie            | PCF                        | 3 738        | 8,53         |             |             |  |
|                | Émile Barais                 | FN                         | 3 140        | 7,17         |             |             |  |
|                | Jean-Pierre Forcioli         | Divers gauche (Maj. prés.) | 1 043        | 2,38         |             |             |  |
|                |                              |                            |              |              |             |             |  |
| Inscrits       | Inscrits                     | Inscrits                   | 68 189       | 100,00       | 68 183      | 100,00      |  |
| Abstentions    | Abstentions                  | Abstentions                | 23 242       | 34,08        | 18 215      | 26,71       |  |
| Votants        | Votants                      | Votants                    | 44 947       | 65,92        | 49 968      | 73,29       |  |
| Blancs et nuls | Blancs et nuls               | Blancs et nuls             | 1 142        | 2,54         | 1 110       | 2,22        |  |
| Exprimés       | Exprimés                     | Exprimés                   | 43 805       | 97,46        | 48 858      | 97,78       |  |

#### Quatrième circonscription (Pont-l'Évêque)
|                | Michel d'Ornano sortant réélu | UDF (PR) (URC) | 23 855 | 54,35  |  |  |  |
|                | Gilbert Hurel                 | PS             | 13 243 | 30,17  |  |  |  |
|                | Yvonne Le Hénaff              | PCF            | 3 334  | 7,6    |  |  |  |
|                | Guy Dupin                     | FN             | 2 855  | 6,5    |  |  |  |
|                | Jean-Claude Cherrier          | Divers droite  | 608    | 1,39   |  |  |  |
|                |                               |                |        |        |  |  |  |
| Inscrits       | Inscrits                      | Inscrits       | 67 275 | 100,00 |  |  |  |
| Abstentions    | Abstentions                   | Abstentions    | 22 661 | 33,68  |  |  |  |
| Votants        | Votants                       | Votants        | 44 614 | 66,32  |  |  |  |
| Blancs et nuls | Blancs et nuls                | Blancs et nuls | 719    | 1,61   |  |  |  |
| Exprimés       | Exprimés                      | Exprimés       | 43 895 | 98,39  |  |  |  |

#### Cinquième  circonscription (Bayeux)
| Candidat       | Candidat                | Parti                      | Premier tour | Premier tour | Second tour | Second tour |  |
| Candidat       | Candidat                | Parti                      | Voix         | %            | Voix        | %           |  |
| -------------- | ----------------------- | -------------------------- | ------------ | ------------ | ----------- | ----------- |  |
|                | François d'Harcourt élu | CNIP (URC)                 | 18 436       | 35,94        | 30 446      | 57,06       |  |
|                | Roger Jouet             | Divers gauche (Maj. prés.) | 11 584       | 22,58        | 22 916      | 42,94       |  |
|                | Jean-Louis de Mourgues  | RPR                        | 7 655        | 14,92        |             |             |  |
|                | Georges Chanson         | diss. PS                   | 4 515        | 8,8          |             |             |  |
|                | Marc Bellet             | PCF                        | 3 277        | 6,39         |             |             |  |
|                | Raymonde Stuart         | FN                         | 2 596        | 5,06         |             |             |  |
|                | Philippe Dupré          | Les Verts                  | 2 577        | 5,02         |             |             |  |
|                | Monique Rosseels        | Extrême gauche             | 659          | 1,28         |             |             |  |
|                |                         |                            |              |              |             |             |  |
| Inscrits       | Inscrits                | Inscrits                   | 79 392       | 100,00       | 79 382      | 100,00      |  |
| Abstentions    | Abstentions             | Abstentions                | 27 355       | 34,46        | 24 587      | 30,97       |  |
| Votants        | Votants                 | Votants                    | 52 037       | 65,54        | 54 795      | 69,03       |  |
| Blancs et nuls | Blancs et nuls          | Blancs et nuls             | 738          | 1,42         | 1 433       | 2,62        |  |
| Exprimés       | Exprimés                | Exprimés                   | 51 299       | 98,58        | 53 362      | 97,38       |  |

#### Sixième circonscription (Vire)
| Candidat       | Candidat             | Parti          | Premier tour | Premier tour | Second tour | Second tour |  |
| Candidat       | Candidat             | Parti          | Voix         | %            | Voix        | %}          |  |
| -------------- | -------------------- | -------------- | ------------ | ------------ | ----------- | ----------- |  |
|                | René Garrec élu      | UDF (PR) (URC) | 22 592       | 46,59        | 28 045      | 52,37       |  |
|                | Michel Bourrée       | PS             | 19 312       | 39,82        | 25 504      | 47,63       |  |
|                | Yves Duprés          | FN             | 2 911        | 6            |             |             |  |
|                | Raymond Prosper-Paul | PCF            | 2 464        | 5,08         |             |             |  |
|                | Joël-Philip Quille   | Divers droite  | 1 213        | 2,5          |             |             |  |
|                | Claude Travert       | Divers         | 1            | 0            |             |             |  |
|                |                      |                |              |              |             |             |  |
| Inscrits       | Inscrits             | Inscrits       | 79 392       | 100,00       | 74 619      | 100,00      |  |
| Abstentions    | Abstentions          | Abstentions    | 29 588       | 37,27        | 19 907      | 26,68       |  |
| Votants        | Votants              | Votants        | 49 804       | 62,73        | 54 712      | 73,32       |  |
| Blancs et nuls | Blancs et nuls       | Blancs et nuls | 1 311        | 2,63         | 1 163       | 2,13        |  |
| Exprimés       | Exprimés             | Exprimés       | 48 493       | 97,37        | 53 549      | 97,87       |  |